# Amir Albazi
Amir Albazi (امير البازي (arabiska)), född 6 augusti, 1992 i Bagdad i Irak, uppvuxen i Bredäng i Stockholm i Sverige, är en Irakisk MMA-utövare som bor i Las Vegas och sedan 2020 tävlar för organisationen UFC.

## Bakgrund
Albazi flydde från Irak som ung. När han var 7 år gammal väckte hans föräldrar honom mitt i natten med packade väskor och så flydde de i en taxi till Syrien där de stannade i ett och ett halvt år. Efter ytterligare ett stopp i Norra Irak kom de till slut till Sverige. Då var Albazi åtta år gammal.
Albazi har en kandidatexamen i Sports and Exercise Science (Träningslära och Idrottsvetenskap) från Roehamptonuniversitetet.

### Utmärkelser
2013 Vann Albazi Årets förebild på kampsportsgalan för hans "Projekt Förort".

## Karriär
Albazi representeras av Paradigm Sports Management.

### BJJ
Albazi är juniorvärldsmästare som blåbälte och har vunnit guld två gånger i asiatiska mästerskapen representerandes Irak.

### Grappling
Albazi har vunnit ett flertal grapplingtävlingar. Han är tvåfaldig världsmästare, tvåfaldig europamästare och fyrfaldig svensk mästare.

### MMA

#### Tidig karriär
Albazi började sin professionella karriär i den portugisiska organisationen World Ultimate Full Contact. Han gick obesegrad genom sina tre matcher i organisationen och avslutade samtliga sina motståndare. Alla avslut skedde dessutom i den första ronden. 
Ytterligare 6 matcher i mindre organisationer senare blev han som obesegrad med samtliga vinster via avslut upplockad av Bellator.

#### Bellator
Debuten skedde 19 maj 2017 vid Bellator 179 där han mötte engelsmannen Jamie Powell (6-1). Powell var den förste att gå tiden ut mot Albazi. Istället vann Albazi med imponerande 30-26, 30-25, 30-26 via enhälligt domslut.
Nästa match under Bellatorflagg var 25 maj 2018 vid Bellator 200 där han mötte fransmannen Iurie Bejenari (6-2) som han avslutade via rear-naked i första ronden.

#### Brave CF
Nästa steg i karriären var att möta före detta UFC-atleten Jose Torres (8-1) från USA den 19 april 2019 vid Brave CF 23. Amerikanen skulle som första motståndare besegra Albazi och det gjorde han via enhälligt domslut.
Albazi mötte sedan irländaren Ryan Curtis (4-1)15 november 2019 vid Brave CF 29. Albazi besegrade irländaren via kimura i första ronden.
Albazis nästa match var planerad till Brave CF 37-galan i Solnahallen 18 april 2020 där han var tänkt att möta finske Abdul Hussein (7-1). Men både matchen och galan sköts upp på grund av coronaviruspandemin.

#### UFC
Istället fick Albazi göra UFC-debut på bara tre dagars varsel i sin nästa match, då han vid UFC Fight Night: Figueiredo vs. Benavidez 2 mötte kanadensaren Malcolm Gordon (12-3) som även han debuterade i UFC. Albazi vann via submission i första ronden.
Den 20 augusti 2020 gick Albazi själv ut med uppgiften att hans nästa match i UFC var bokad. Han skulle möta Raulian Paiva 31 oktober i flugvikt vid Fight Night 181. Paiva tvingades dock dra sig ur på grund av en knäskada och ny motståndare blev kazaken Zhalgas Zhumagulov som möter Albazi vid UFC Fight Night 184 den 28 november istället. Mötet fördröjdes till januari 2021 där de två möttes vid UFC 257. Albazi vann matchen via enhälligt domslut.
Han var sedan planerad att möta Ode' Osbourne på UFC on ESPN: Makhachev vs. Moisés den 17 juli 2021. Albazi drog sig dock tillbaka från matchen på grund av okända skäl.
Albazi var därefter planerad att möta Tim Elliott på UFC on ESPN: Tsarukyan vs. Gamrot den 25 juni 2022. Elliott drog sig dock ur i mitten av juni på grund av okända skäl och matchen skrotades.
Albazi mötte Francisco Figueiredo den 20 augusti 2022 på UFC 278. Han vann matchen via rear-naked choke i slutet av första ronden.
Albazi var planerad att möta Alex Perez den 17 december 2022 på UFC Fight Night 216. Men när Perez drog sig ur matchen blev Albazi planerad mot Brandon Royval istället. I slutet av november drog Royval sig ur matchen på grund av en bruten handled, och ersattes av nykomlingen Alessandro Costa. Albazi vann matchen via knockout i tredje ronden.
Albazi mötte Kai Kara-France den 3 juni 2023 på UFC on ESPN 46. Han vann matchen via ett oenigt beslut.

## Tävlingsfacit
| Resultat | Facit | Motståndare                | Metod                   | Evenemang                                   | Datum            | Rond | Tid  | Plats                            | Notering   |  |
| -------- | ----- | -------------------------- | ----------------------- | ------------------------------------------- | ---------------- | ---- | ---- | -------------------------------- | ---------- |  |
| Vinst    | 1-0   | Pavlo Kulish (UKR)         | Submission (rear-naked) | WUFC 15                                     | 22 augusti 2009  | 1    | 0:59 | Viseu, Portugal                  |            |  |
| Vinst    | 2-0   | Andre Batista (POR)        | TKO (slag)              | WUFC 15                                     | 22 augusti 2009  | 1    | 3:35 | Viseu, Portugal                  |            |  |
| Vinst    | 3-0   | Bagandov Murada (POR)      | TKO (slag)              | WUFC 16                                     | 4 september 2010 | 1    | 3:00 | Viseu, Portugal                  | Huvudmatch |  |
| Vinst    | 4-0   | Ally McCrae (SCO)          | Submission (rear-naked) | SFC 3                                       | 10 oktober 2010  | 2    | n/a  | Stirling, Skottland              |            |  |
| Vinst    | 5-0   | Salih Kulucan (ENG)        | Submission (kimura)     | UCMMA 41                                    | 8 november 2014  | 2    | 2:30 | London, England                  |            |  |
| Vinst    | 6-0   | Ondrej Moravec (CZE)       | TKO (slag)              | Caveam Bitva Roku 2015                      | 19 mars 2015     | 1    | 4:34 | Prag, Tjeckien                   |            |  |
| Vinst    | 7-0   | Niko Gjoka (ENG)           | TKO (slag)              | UCMMA 44                                    | 5 september 2015 | 2    | 2:21 | London, England                  |            |  |
| Vinst    | 8-0   | Rafal Czechowski (POL)     | Submission (rear-naked) | SFN 1                                       | 4 juni 2016      | 2    | n/a  | Solna, Sverige                   |            |  |
| Vinst    | 9-0   | Dino Gambatesa (WAL)       | Submission (kimura)     | FSC 8                                       | 10 december 2016 | 1    | 4:30 | Brentford, England               |            |  |
| Vinst    | 10-0  | Jamie Powell (ENG)         | Domslut (enhälligt)     | Bellator 179                                | 19 maj 2017      | 3    | 5:00 | London, England                  |            |  |
| Vinst    | 11-0  | Iurie Bejenari (FRA)       | Submission (rear-naked) | Bellator 200                                | 25 maj 2018      | 1    | 3:21 | London, England                  |            |  |
| Förlust  | 11-1  | Jose Torres (USA)          | Domslut (enhälligt)     | Brave CF 23                                 | 19 april 2019    | 3    | 5:00 | Amman, Jordanien                 |            |  |
| Vinst    | 12-1  | Ryan Curtis (IRL)          | Submission (kimura)     | Brave CF 29                                 | 15 november 2019 | 1    | 2:24 | Isa Town, Bahrain                |            |  |
| Vinst    | 13-1  | Malmolm Gordon (CAN)       | Submission (triangel)   | UFC Fight Night: Figueiredo vs. Benavidez 2 | 18 juli 2019     | 1    | 4:42 | Abu Dhabi, Förenade arabemiraten |            |  |
| Vinst    | 14-1  | Zhalgas Zhumagulov (KAZ)   | Domslut (enhälligt)     | UFC 257                                     | 23 januari 2021  | 3    | 5:00 | Abu Dhabi, Förenade arabemiraten |            |  |
| Vinst    | 15-1  | Francisco Figueiredo (BRA) | Submission (rear-naked) | UFC 278                                     | 20 Augusti 2022  | 1    | 4:34 | Salt Lake City, Utah, USA        |            |  |
| Vinst    | 16-1  | Alessandro Costa (BRA)     | KO (slag)               | UFC Fight Night: Cannonier vs. Strickland   | 17 december 2022 | 3    | 2:13 | Las Vegas, Nevada, USA           |            |  |
| Vinst    | 17-1  | Kai Kara-France (NZL)      | Domslut (delat)         | UFC on ESPN: Kara-France vs. Albazi         | 3 Juni 2023      | 5    | 5:00 | Las Vegas, Nevada, USA           |            |  |